# 曹奂墓
曹奂墓，位于中国河北省邯郸市赵彭城村，为邯郸市临漳县的一个省级文物保护单位，类型为古墓葬，公布时间为1993年7月15日。
曹奂墓的历史年代为晋代。